# Mas Montells
Mas Montells és una obra del municipi de Blanes (Selva) inclosa en l'Inventari del Patrimoni Arquitectònic de Catalunya.

## Descripció
Es tracta d'una masia de dues plantes i vessants a dues aigües o a laterals. Repeteix l'esquema compositiu de dues plantes ja vist repetidament, amb el portal de llinda, i les dues obertures rectangulars a banda i banda respectivament en la planta baixa, i amb les tres obertures rectangulars també de llinda en el primer pis. En aquest destaca el rellotge de sol, resolt de forma simple i conservadora, però alhora solemne.

## Història
La rehabilitació de l'edifici es va dur a terme en el 1985. Es va tractar d'una intervenció gens agressiva, sinó tot el contrari, intentant respectar al màxim l'aspecte original i primigeni de la masia. Aquest respecte i estima pel passat s'ha concretat i materialitzat en dos plans: per una banda, a nivell exterior, la façana conserva plenament el seu aspecte original, sense tangiversarel seu alt valor històric com a construcció de finals del segle xvii. L'únic element discutible o dissonant és la gran obertura quadrangular, on abans hi havia la quadra de vaques. Mentre que per l'altra, a nivell interior, tot i la masia adaptar-se a les comoditats i béns que reporta la vida moderna amb les noves tecnologies, s'ha respectat al màxim els acabats rústics, com el sistema de bigues, el paviment, la volta catalana que presideix el rebedor de la planta baixa... És a dir, tot un cúmul d'elements el respecte dels quals, ha propiciat que la masia concervi la seva essència primigència i rústica.